# 1892 en littérature
| Années de la littérature : 1889 - 1890 - 1891 - 1892 - 1893 - 1894 - 1895    |
| Décennies de la littérature : 1860 - 1870 - 1880 - 1890 - 1900 - 1910 - 1920 |

Cet article présente les faits marquants de l'année 1892 en littérature.

## Essais
- Adolphe Lods, Le Livre d'Hénoch; éd. Leroux.

## Poésie
- Mes hôpitaux de Verlaine.
- Poésies d’André Walter d'André Gide.
- Barrack-Room Ballads de Rudyard Kipling.
- Feuilles d'herbe de Walt Whitman. (Version définitive)

## Romans
- 1er janvier-15 décembre : Le Château des Carpathes, roman gothique de Jules Verne parait en feuilleton dans le Magasin d'éducation et de récréation, puis en volume le 27 octobre chez Hetzel.
- 4 février : début de la parution en feuilleton dans Le Figaro du roman de l'écrivain belge d'expression francophone Georges Rodenbach (1855-1898), Bruges-la-Morte, chef-d'œuvre du symbolisme, qui sera publié en volume en juin, chez Flammarion.
- 14 octobre : Les Aventures de Sherlock Holmes, recueil de nouvelles policières d'Arthur Conan Doyle, auparavant parues à partir de juillet 1891 dans The Strand Magazine.

- L'Écornifleur de Jules Renard.
- La Chambre n° 6 de Tchekhov.
- Le Démon mesquin de Fiodor Sologoub (1892-1902).
- Une vie d'Italo Svevo.
- Madame Jenny Treibel de Theodor Fontane.

## Naissances
- 3 janvier : J. R. R. Tolkien, écrivain britannique († 2 septembre 1973).
- 7 mars : Konstantin Fedine, écrivain soviétique († 15 juillet 1977).
- 12 juin : Djuna Barnes, romancière et dramaturge américaine († 18 juin 1982).
- 26 juin : Pearl Buck, romancière américaine († 6 mars 1973).
- 26 septembre : Marina Tsvetaïeva, poétesse russe († 31 août 1941).
- 9 novembre : Erich Auerbach, philologue et critique littéraire allemand, spécialiste notamment de littérature romane († 13 octobre 1957).

## Principaux décès
- 26 mars : Walt Whitman, poète et humaniste américain (° 31 mai 1819).
- 2 octobre : Ernest Renan, écrivain français (° 28 février 1823).
- 5 octobre : George-Albert Aurier, 27 ans, écrivain, poète et critique d'art français (° 5 mai 1865).
- 29 novembre : Ángel Ganivet, écrivain et diplomate espagnol (° 13 décembre 1865).